# Irlanda al Festival de la Cançó d'Eurovisió 2012
La RTÉ aposta de nou pel format innovador que va estrenar el 2011 per escollir el representant d'entre cinc artistes proposats per segells musicals, i amb el mentoratge d'altres artistes amb trajectòries reconegudes.

## Organització
Cinc artistes, amb el mentoratge d'altres cinc artistes de trajectòria reconeguda, lluitaran en una preselecció oberta i televisada per aconseguir representar l'illa al Festival de 2012.

La preselecció constarà d'una única gala, anomenada Eurosong 2012, que estarà emmarcada dins d'un especial de The Late Late Show que tindrà lloc el 24 de febrer de 2012.

## Candidats
Candidats anunciats:

- Jedward, els darrers representants irlandesos, amb el mentoratge de Linda Martin, guanyadora del Festival de 1992 i subcampiona al Festival de 1984.
- Donna McCaul, qui ja va representar el país al Festival de 2005 juntament amb el seu germà Joe.
- Una Gibney & David Shannon.

Els altres quatre mentors són: Julian Benson, Greg French, Bill Hughes i Edele Lynch.